# Myoxomorpha
Myoxomorpha es un género de escarabajos longicornios de la tribu Acanthoderini. Se distribuye por el continente americano.

## Especies
- Myoxomorpha alvarengorum Monné & Magno, 1990
- Myoxomorpha funesta (Erichson in Schomburg, 1848)
- Myoxomorpha seabrai Marinoni & Dalossi, 1971
- Myoxomorpha vidua Lacordaire, 1872